# ラースロー1世 (ハンガリー王)
ラースロー1世（I. László, 1040年6月27日 – 1095年7月29日）は、ハンガリーの国王（在位：1077年 – 1095年）で、聖王とも称される。クロアチアやダルマチアにまでハンガリーの勢力を伸張させた。カトリック教会で聖人。

## 生涯
1040年、ハンガリー王ベーラ1世とその妃リグザ（ポーランド王ミェシュコ2世の娘）の息子としてポーランドで生まれた。前王で兄であったゲーザ1世の死を受けて、1077年に王位を継承した。即位後、初代国王イシュトヴァーン1世を、ハンガリーのキリスト教化の土台を築いたということで列聖した。この列聖には、アールパード朝の王としての自身の正統性を強化しようとする狙いがあったと考えられる。
ラースロー1世が即位した1077年は、カノッサの屈辱が起こった年でもあり、当時のドイツは叙任権闘争の最中にあった。この頃、ローマ王（皇帝）の圧力に苦しんでいたラースローは、教皇グレゴリウス7世を支持することで、ハンガリーに対するドイツの脅威を軽減させようとした。西方で政治的混乱が続いていたことは、ハンガリーの伸張を容易にさせ、トランシルヴァニアやドナウ川下流にまで勢力を伸ばした。
ラースロー1世の子は、不明な部分があるものの2女があった。母親不詳の娘（名はソフィアとも）は1090年頃にヴォルィーニ公ヤロスラフに嫁いだとされる。ハインリヒ4世の対立皇帝、シュヴァーベン公ルドルフ・フォン・ラインフェルデンの娘アデライデとの間に生まれた娘ピロシュカは、東ローマ帝国の皇帝ヨハネス2世コムネノスの皇后となった。
一方で、1089年にクロアチアで王家が断絶したことを受け、クロアチア王家と姻戚関係にあったラースローはクロアチアを征服した。さらに、アドリア海沿岸のダルマチア諸都市にまで影響力を行使した。しかし、アドリア海沿岸への進出は、ハンガリーが複雑な対外関係に巻き込まれる結果も招いた。当時ダルマチアを狙っていた勢力としては、東ローマ帝国、ローマ教皇、ヴェネツィアなどがあったため、こうした勢力拡大は諸勢力との間に抗争を引き起こした。当時の教皇ウルバヌス2世がダルマチア支配を認めなかったため、ラースロー1世は対立教皇クレメンス3世を支持することになった。
1095年にラースロー1世は死去し、後に列聖された。聖王とも称され、現在に至るまでハンガリー民衆に愛される王の一人である。
自身には女子しかなかったため、兄王の遺児カールマーンとアールモシュ兄弟のうち、アールモシュを後継者に擬していたが、ラースロー1世の死後にカールマーンが実力で王位に就いた。